# Liste des représentants permanents de la France à l'ONU à Vienne
Cet article recense les diplomates qui ont occupé le poste de représentant permanent de la France à l'Office des Nations unies à Vienne.
| Représentant permanent       | Décret de nomination | Décret de nomination | Photo |
| ---------------------------- | -------------------- | -------------------- | ----- |
| William de Peyster (d)       | 4 décembre 1979      | [ 1 ]                |       |
| Albert Thabault              | 22 juin 1982         | [ 2 ]                |       |
| André Baeyens (d)            | 20 décembre 1985     | [ 3 ]                |       |
| Marcel Tremeau (d)           | 30 juillet 1990      | [ 4 ]                |       |
| Jean-Michel Dasque           | 20 décembre 1994     | [ 5 ]                |       |
| Bérangère Quincy (d)         | 10 mars 1998         | [ 6 ]                |       |
| Patrick Villemur             | 4 janvier 2002       | [ 7 ]                |       |
| François-Xavier Deniau       | 12 juillet 2005      | [ 8 ]                |       |
| Florence Mangin              | 19 mars 2009         | [ 9 ]                |       |
| Marion Paradas (d)           | 4 octobre 2012       | [ 10 ]               |       |
| Jean-Louis Falconi (d)       | 16 juin 2016         | [ 11 ]               |       |
| Xavier Sticker (d)           | 19 juin 2019         | [ 12 ]               |       |
| Delphine Hournau-Pouëzat (d) | 29 juillet 2022      | [ 13 ]               |       |